# Praia dos Salgados
Praia dos Salgados (vista ao fundo de Armação de Pêra)
A Praia dos Salgados localiza-se no município de Albufeira, no Algarve, sul de Portugal. 
A Praia dos Salgados é muito procurada devido às suas características invulgares. Única zona húmida do concelho de Albufeira, é uma das mais diversificadas do Algarve no que diz respeito a avifauna. O areal desenvolve-se junto a uma lagoa costeira frequentada por aves migratórias. No Verão, as águas calmas e de boa qualidade atraem muitos visitantes que por vezes desrespeitam os avisos para se manterem afastados da lagoa, importante zona de nidificação.